# SIC Gold
A SIC Gold foi o primeiro canal de televisão por assinatura da estação de televisão portuguesa SIC. Iniciou as suas emissões a 29 de junho de 2000.  
Desenvolvido especialmente para o cabo, da sua programação constavam produções próprias da SIC que já tinham sido transmitidas naquele canal aberto.
A partir do início das emissões da SIC Notícias, a SIC Gold passou a ser o canal temático da SIC com menor audiência no cabo.
Em parcerias com a Rede Globo, o canal transmitiu diversas novelas da emissora brasileira, entre elas Baila Comigo.
Em 2002, foi substituído por um canal mais abrangente, a SIC Sempre Gold.